# Fred Markus
Alfred "Fred" Markus (Toronto, 26 de junho de 1937 – Maitland, 30 de março de 2022) foi um ciclista canadense. Ele representou o Canadá nos Jogos Olímpicos de Verão de 1956, em Melbourne.